# 瓦爾迪湖
46°54′33″N 8°50′25″E / 46.90917°N 8.84028°E

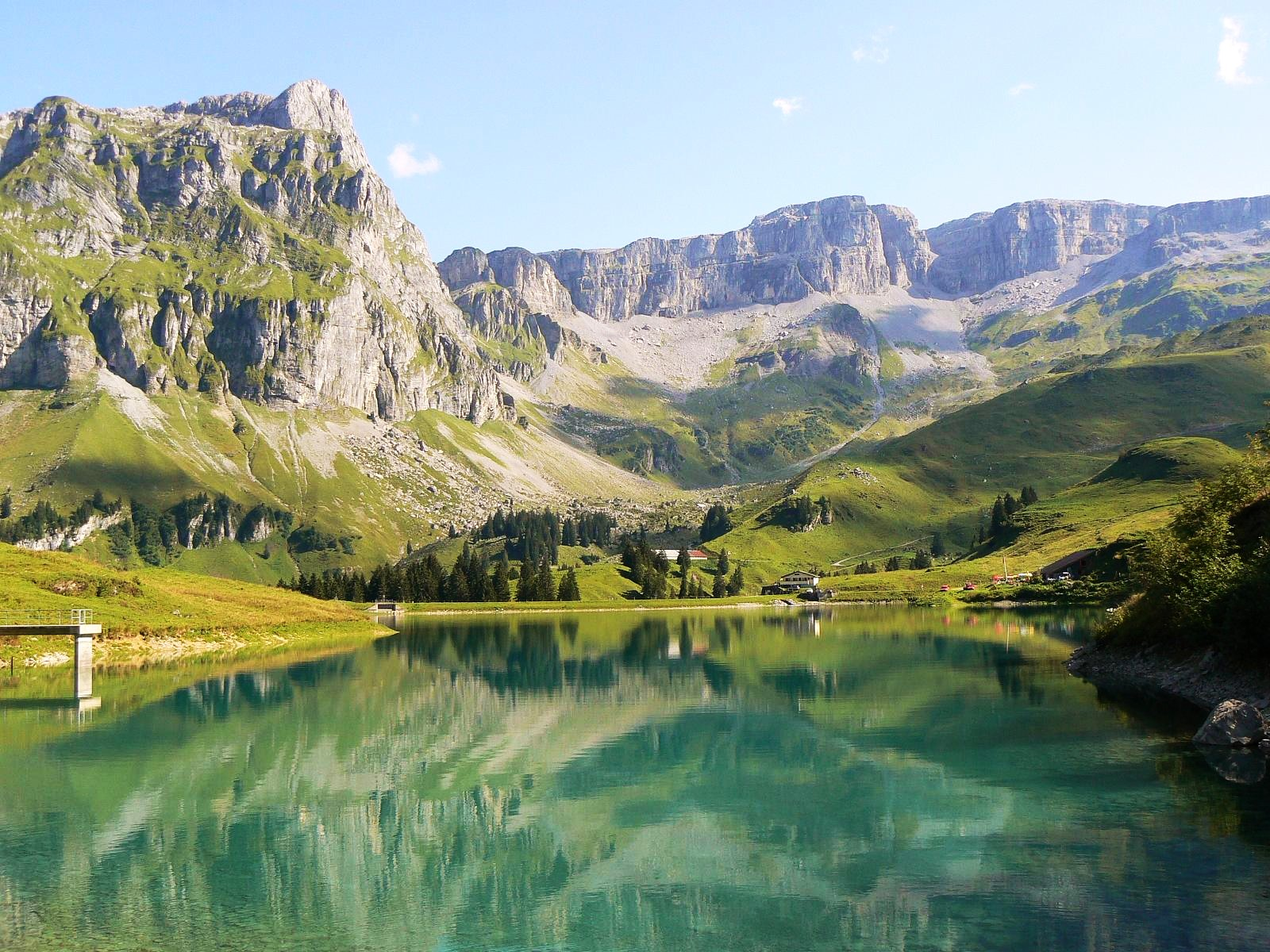

瓦爾迪湖（Waldisee），是瑞士的湖泊，位於該國中部，由施維茨州負責管轄，處於穆奧塔塔爾以南阿爾普勒山腳，面積0.05平方公里，海拔高度1,406米。